# The Cry of the Children
The Cry of the Children est un film américain réalisé par George Nichols d'après le poème The Cry of the Children d'Elizabeth Barrett Browning dénonçant le travail des enfants. Il est sorti en 1912.

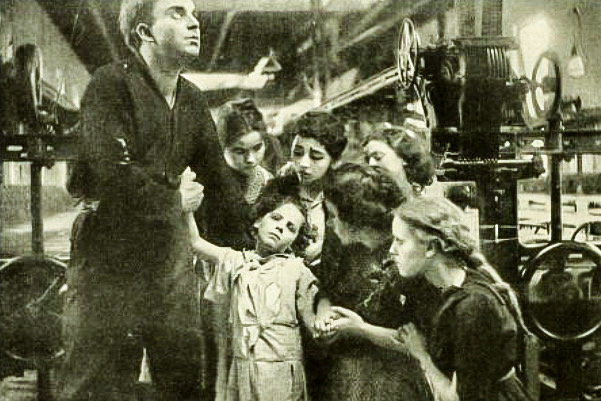
Image extraite du film.

À l'époque de sa sortie, le film a été controversé à cause de l'utilisation d'images réelles d'enfants au travail dans une grande entreprise textile. Le président Woodrow Wilson a cité ce film lors de sa campagne électorale de 1912.
Le film a été inscrit à la National Film Registry en 2011.

## Synopsis
La petite Alice n'a pas toujours été une enfant esclave. Elle était la plus jeune de trois enfants de la famille. Les salaires étaient modestes, mais ses parents, son frère et sa sœur parvenaient à se nourrir, même si la marge entre revenus et dépenses était très maigre. Ainsi, la petite Alice, pendant un certain temps, fut une enfant heureuse, contrairement aux autres petites filles de la manufacture. L’épouse du propriétaire de l'usine était une femme du monde égoïste et insatisfaite. Un jour, elle aperçut la petite Alice et fut immédiatement frappée par la jeunesse et la beauté de l'enfant. Créature impulsive, elle décida qu'elle voulait Alice pour elle, elle convoque les parents et leur annonce sa proposition. À la grande surprise de la femme riche, ils ne l'ont pas vu comme elle. Ils ne voulaient pas abandonner l'enfant et ils lui ont dit. La mère, cependant, pensait aux avantages qu'aurait Alice si elle acceptait l'offre.

## Fiche technique
- Réalisation : George Nichols
- Scénario : d'après le poème The Cry of the Children d'Elizabeth Barrett Browning
- Photographie : Carl Louis Gregory
- Production : Thanhouser Company[5]
- Durée : 2 bobines
- Date de sortie :
  - États-Unis : 30 avril 1912

## Distribution
- Marie Eline : Alice, la petite fille
- Ethel Wright : la mère ouvrière
- James Cruze : le père ouvrier
- Lila Chester : la femme du propriétaire de l'usine
- William Russell : le patron de l'usine